# Jochen Strobl
Jochen Strobl (San Candido, 24 febbraio 1979) è un ex combinatista nordico italiano.

## Biografia
In Coppa del Mondo ha esordito il 9 dicembre 1999 nella 15 km dal trampolino normale di Vuokatti (34°) e ha gareggiato fino alla stagione 2006-2007, ottenendo due noni posti come migliori risultati.
In carriera ha preso parte a un'edizione dei Giochi olimpici invernali, Torino 2006 (34° nell'individuale, 30° nella sprint, non conclude la gara a squadre) e a cinque dei Campionati mondiali (11° nella gara a squadre di Val di Fiemme 2003 il miglior risultato).

## Palmarès

### Coppa del Mondo
- Miglior piazzamento in classifica generale: 36º nel 2004

### Campionati italiani
- 9 medaglie[1]:
  - 4 ori (individuale nel 2004; individuale, sprint nel 2005; individuale nel 2006)
  - 2 argenti (individuale nel 2001; individuale nel 2003)
  - 3 bronzi (individuale nel 1998; individuale nel 2000; individuale nel 2002)